# Metroul din Nijni Novgorod

Harta liniilor de metrou din Nijni Novgorod

Metroul din Nijni Novgorod  (în limba rusă: Нижегородский метрополитен) —  a fost inaugurat la 20 noiembrie 1985.  